# Mamillopora cupula
Mamillopora cupula is een mosdiertjessoort uit de familie van de Mamilloporidae. De wetenschappelijke naam van de soort is voor het eerst geldig gepubliceerd in 1873 door Smitt.